# Kloster Sankt Georgen im Schwarzwald

Abteiwappen

Das Kloster Sankt Georgen im Schwarzwald war eine Benediktiner-Abtei in St. Georgen im Schwarzwald-Baar-Kreis in Baden-Württemberg im südlichen Schwarzwald.

## Geschichte

Wappenschild

### Die Gründung des Klosters St. Georgen
In den Anfang des Investiturstreits (1075–1122), sicher einer der prägnantesten Wendepunkte in der mittelalterlichen Geschichte Europas, fällt die Gründung eines Benediktinerklosters auf dem „Scheitel Alemanniens“ (vertex Alemanniae) im Schwarzwald: Die Mönchsgemeinschaft in St. Georgen, an der Quelle der Brigach gelegen, war ein Resultat des Zusammengehens von schwäbischem Adel und kirchlicher Reformpartei, eindrucksvoll repräsentiert durch die Klostergründer Hezelo und Hesso aus der Reichenauer Vogtfamilie und den Abt und Klosterreformer Wilhelm von Hirsau (1069–1091). Als Stifter werden die Brüder Ulrich, Mangold und Ludwig von Sigmaringen genannt. Statt des zunächst in Aussicht genommenen oberschwäbischen Königseggwald wurde auf Betreiben Wilhelms St. Georgen als Ort der Klostergründung ausgewählt. Mit der Besiedlung St. Georgens durch Hirsauer Mönche im Frühjahr und Sommer 1084 und der Weihe der Klosterkapelle am 24. Juni 1085 begann die Geschichte des Schwarzwaldklosters.

### Grundherrschaft, Vogtei, und römische Freiheit
Zunächst hirsauisches Priorat, dann selbständige Abtei (1086), begann in der Zeit Abt Theogers (1088–1119) der Aufstieg St. Georgens zu einem der bedeutendsten Klöster Süd(west)deutschlands Hirsauer Prägung. Bis um die Mitte des 12. Jahrhunderts vergrößerten Schenkung, Kauf und Tausch von Land und Rechten den Besitz des Klosters beträchtlich und schufen damit die materielle Basis klösterlicher Existenz. Die über Schwaben und das Elsass reichende, im Raum zwischen Neckar und Donau sich verdichtende Grundherrschaft aus Gütern, Besitzkomplexen, abhängigen Bauern, Einkünften und Rechten, auch über Pfarrkirchen und Klöstern, sicherte die Versorgung der Mönche, die unter anderem in Liturgie und Gebet dem Seelenheil der klösterlichen Wohltäter gedachten.
Kloster und Klosterbesitz waren (theoretisch) geschützt durch den Vogt, den weltlichen Arm von Abt und Mönchskonvent. In den Anfangsjahren St. Georgener Existenz hatten der Klostergründer Hezelo († 1088) und dessen Sohn Hermann († 1094) die Vogtei inne. Es ist unklar, seit wann genau die Zähringerherzöge die Vogtei übernahmen, die 1114 erstmals eindeutig in diesem Amt belegt sind. Spätmittelalterlicher Überlieferung zufolge geschah dies unmittelbar nach Hermanns Ermordung. Ein wichtiger Schritt auf dem Weg zur zähringischen Vogtei war sicherlich das Privileg Urbans II. von 1095, das dem Konvent die freie Vogtwahl zusicherte. Herzog Bertold II. ist seit 1094 in einer Art Schutzfunktion gegenüber dem Kloster belegt, obwohl Ulrich (I.) von Hirrlingen als zweiter Gemahl von Hermanns Witwe vor 1111 und erneut nach Bertolds III. 1122–1124 Ansprüche gestellt hatte. Nach dem Aussterben der Zähringer 1218 fiel die Vogtei an den staufischen König Friedrich II. (1212/1215–1250).
Für die jeweiligen Inhaber dieses Rechtsinstituts eröffneten sich Einkünfte aus Klosterbesitz und Einflussmöglichkeiten auf St. Georgen und den dortigen Übergang über den Schwarzwald, denn Schutz bedeutete in gewissem Sinne Herrschaft über die Mönchsgemeinschaft. Da nutzten denn auch die Bestimmungen der Privilegien vom 8. März 1095 und vom 2. November 1105 wenig, die die Abtei von den Päpsten Urban II. (1088–1099) und Paschalis II. (1099–1118) erlangte und die als gleichsam verfassungsrechtliche Absicherung dem Kloster die libertas Romana, die „römische Freiheit“ verbürgten. Letztere beinhaltete die Unterstellung des Klosters unter das Papsttum bei päpstlichem Schutz, freier Abtswahl und Verfügung des Klosters über die Vogtei. Sie bedingte damit die Einordnung der monastischen Einzelgemeinschaft in die katholische Kirche bei Zurückdrängung von adligen Eigenkirchenrecht und Vogtei sowie bei Sicherung der klösterlichen Existenz gegenüber bischöflichen Ansprüchen. Die libertas Romana war für das Schwarzwaldkloster von so großer Wichtigkeit, dass sie – zusammen mit dem Klosterbesitz und den klösterlichen Rechten – im hohen Mittelalter immer wieder von den Päpsten bestätigt werden sollte.

### Reformmittelpunkt benediktinischen Mönchtums

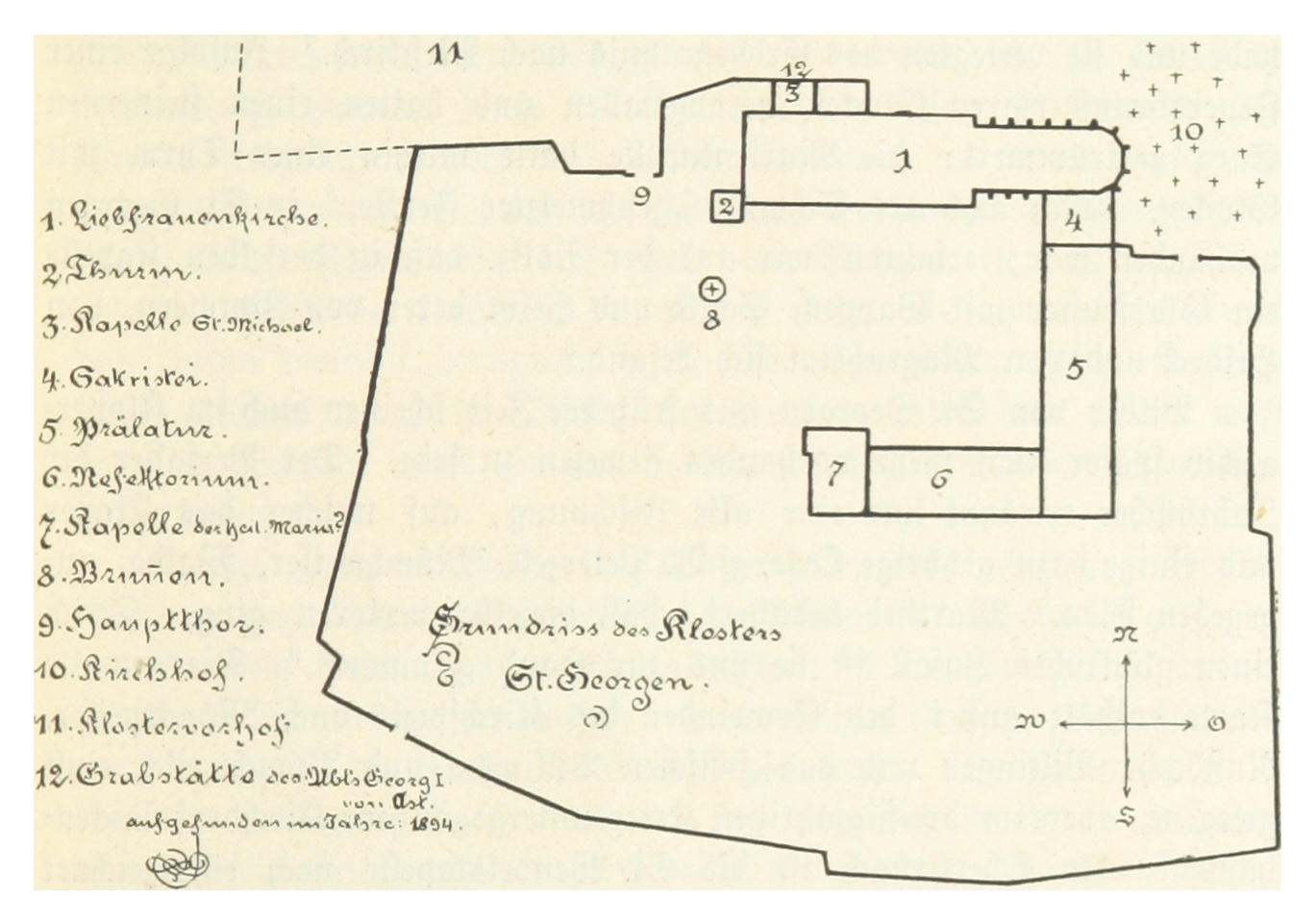
Grundrissplan des Klosters (bei KALCHSCHMIDT)

Eines dieser hochmittelalterlichen Papstprivilegien war die Urkunde Papst Alexanders III. (1159–1181) für St. Georgen mit Datum vom 26. März 1179. An ihr können wir die Bedeutung des Schwarzwaldklosters als Reformmittelpunkt des Benediktinertums während des 12. Jahrhunderts in Elsass, Lothringen, Schwaben und Bayern ablesen. Die Urkunde nennt eine Vielzahl von Kommunitäten, die damals in engeren Beziehungen zum Schwarzwaldkloster standen, indem sie sich St. Georgen in der Seelsorge oder im Rahmen der Klosterreform unterstellten oder von St. Georgen aus errichtet wurden. Die Frauenklöster in Amtenhausen (1102) und das Kloster Friedenweiler bei Friedenweiler (1123) waren St. Georgener Gründungen und gehörten als Priorate (Außenstationen) zum Besitz des Schwarzwaldklosters, das Kloster St. Marx (1105) ebenso das Mönchskloster im elsässischen Lixheim das Kloster Lixheim (1107), das Nonnenkloster Urspring (1127) oder die „Zelle des heiligen Nikolaus“ in Rippoldsau (vor 1179). Über die Nonnenklöster Krauftal (1124/30) und Vargéville (um 1126) sowie das Kloster St. Wolfgang (Engen) (1133) übten die St. Georgener Mönche eine geistliche Oberaufsicht aus, während das Benediktinerkloster Ottobeuren (1102), das Stift Admont (1115, Admonter Reform), das Kloster St. Ulrich und Afra in Augsburg (vor 1120), das Männerkloster Prüfening (1121) und das Kloster Mallersdorf (1122) von St. Georgen aus Äbte und/oder Reformimpulse empfingen. Dabei dürfen wir nicht vergessen, dass das St. Georgener Kloster unter Hirsauer Einfluss entstanden ist, selbst also Teil der Hirsauer Reform war. Wir erkennen noch, dass die Reformwirkung St. Georgens im ersten Drittel des 12. Jahrhunderts, in der Zeit der Äbte Theoger und Werner I. (1119–1134) beträchtlich gewesen sein muss, während in der zweiten Jahrhunderthälfte eine Phase der Stagnation eintrat.
Hirsauer und St. Georgener Klosterreform bedeuteten dabei die Hinwendung zu einer strengeren benediktinischen Lebensform cluniazensischer Ausrichtung. Der Askesegedanken, eine aufwendige Liturgie, das Herausstellen von Pflicht und Gehorsam bei Überwachung der Aktivitäten der Mönche und bei härterer Bestrafung von Vergehen gehören hierher. Grundlage war die Regula Benedicti, die Mönchsregel Benedikts von Nursia (* ca. 480 – † 547). Die Klosterleitung nach außen und innen hatte der von den Mönchen gewählte Abt inne. Ihm waren die Mönche, die den Konvent bildeten, Gehorsam schuldig. Daneben gab es weitere Klosterämter wie den Propst, Dekan, Kellner, Thesaurar, Lehrer oder Pförtner. Die Mönche waren dem gemeinsamen Leben, der Vita communis verpflichtet. Dieser Lebensweise entsprachen Mönchsgelübde, Zölibat, Armut und ein streng geregelter Tagesablauf in den von der Außenwelt abgeschirmten Klostergebäuden der Klausur. Der Kreuzgang diente der Meditation, das Refektorium und das Dormitorium dem gemeinsamen Essen und Schlafen. Wirtschaftsgebäude und Gästehäuser verbanden die Mönchsgemeinschaft mit der Außenwelt.

### St. Georgen in staufischer Zeit
Parallel zu den mehr oder weniger engen Beziehungen zum Papsttum gewann das Verhältnis zu den deutschen Königen im 12. Jahrhundert zunehmend an Bedeutung. Erinnert sei an die Hinwendung St. Georgens zum Königtum, zu König Heinrich V. (1106–1125) im Umfeld des Vogteistreites mit Ulrich von Hirrlingen. Damals bestätigte der Herrscher u. a. in einem Diplom vom 16. Juli 1112 der Mönchsgemeinschaft die päpstlichen Privilegien Urbans II. und Paschalis? II. sowie den St. Georgener Besitz an Lixheim. Ebenfalls Lixheim zum Inhalt hatte die Urkunde des staufischen Kaisers Friedrich I. Barbarossa (1152–1190) vom Jahr 1163. Es war die Zeit des sog. alexandrinischen Papstschismas (1159–1177), jener Kirchenspaltung, in der die Partei des Kaisers und die Gegenpäpste gegen den schon erwähnten Alexander III. standen. St. Georgen gehörte wohl weitgehend zur staufischen Seite und erhielt somit erst nach Beendigung des Schismas durch den Frieden von Venedig (24. Juli 1177) das oben genannte Privileg von Papst Alexander III. Das Aussterben der Zähringer, der St. Georgener Klostervögte, im Jahr 1218 brachte dann – wie erwähnt – die Vogtei an den Staufer Friedrich II. In einer Urkunde vom Dezember 1245 bestätigte der Kaiser der Mönchsgemeinschaft die Urkunde seines Vorgängers Heinrich V., nicht ohne auf die staufische Vogtei und auf die daraus abgeleiteten Rechte zu verweisen. Friedrich hat irgendwann zwischen 1245 und 1250 die Vogtei als Reichslehen den Grafen von Falkenstein übertragen, die sie bis ins 15. Jahrhundert – meist zum Nachteil des Klosters – ausübten.
Die späte Stauferzeit leitete auch den wirtschaftlichen und geistig-religiösen Niedergang St. Georgens ein. Aspekte dieser Entwicklung waren: die Brandkatastrophe von 1224, die das Kloster zerstörte – der Neubau wurde 1255 geweiht –; 1295 wurde eine Kapelle von den Herren von Burgberg gestiftet; der Verfall der klösterlichen Disziplin und der mönchischen Bildung; Verluste an Gütern und Rechten durch Entfremdung, Verkauf und Misswirtschaft; innere Unruhen im Klosterkonvent – u. a. soll der Abt Heinrich III. (1335–1347) durch seinen Nachfolger Ulrich II. (1347, 1359) ermordet worden sein. Erst die Wende vom 14. zum 15. Jahrhundert brachte unter dem reformerischen Abt Johann III. Kern (1392–1427) eine Neuorientierung monastischen Lebens und damit einen Wandel zum Besseren.

### Reich und Kloster im späten Mittelalter

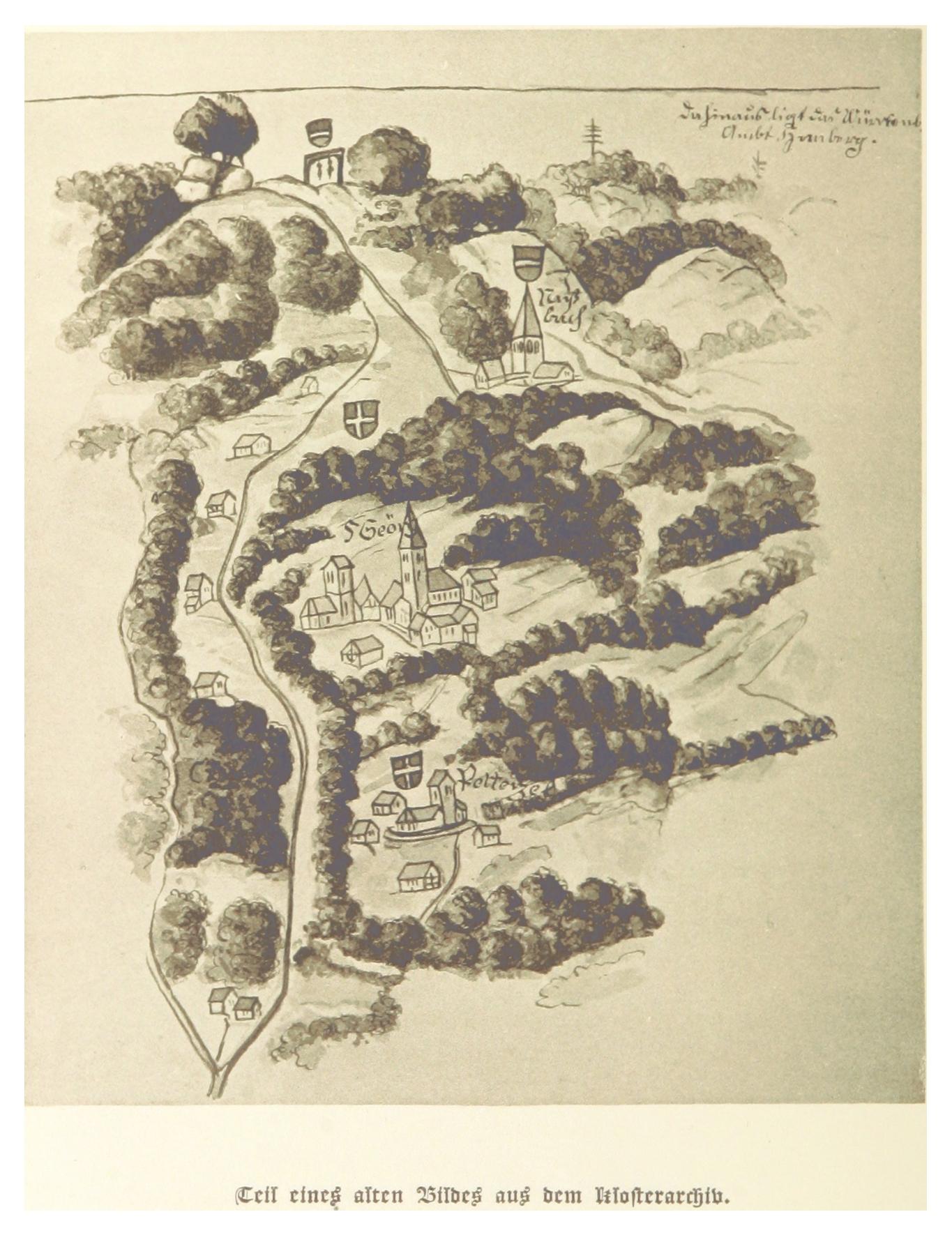
Zeichnung aus der Reformationszeit mit Darstellung des Grundbesitzes im Umfeld des Klosters (bei KALCHSCHMIDT)

Auch aus dem späten Mittelalter sind uns Papstprivilegien für das Kloster St. Georgen überliefert – zum letzten Mal bestätigte auf dem Konstanzer Konzil Papst Martin V. (1417–1431) am 17. Januar 1418 der Mönchsgemeinschaft alle Freiheiten und Rechte –, doch besaßen die Beziehungen zu den deutschen Königen und Kaisern für das Schwarzwaldkloster eine ungleich größere Bedeutung. Paradoxerweise war dies eine Folge der schon erläuterten „römischen Freiheit“: Das Reformkloster war nämlich weder eine Reichsabtei noch stand es in der Verfügung einer Adelsfamilie. Der St. Georgener Abt war kein Reichsfürst, das Schwarzwaldkloster war nur in dem Sinne reichsunmittelbar, als es ihm immer wieder gelang, die Beziehungen zum Königtum aufrechtzuerhalten. Dies geschah über die königlichen Privilegienvergaben, zuletzt auf dem Wormser Reichstag Kaiser Karls V. (1519–1558) am 24. Mai 1521.
Hinter dem Zugehen auf das Königtum stand die Abgrenzung gegenüber den Klostervögten, deren Einfluss auf Kloster und Klostergebiet (d. h.: St. Georgen und Umgebung mit Brigach, Kirnach, Peterzell) sich im Rahmen der spätmittelalterlichen Territorialisierung noch verstärkte, während St. Georgen selbst immer mehr an Wichtigkeit einbüßte und das Kloster sich bei immerhin noch bedeutendem Grundbesitz in einem geistlichen und religiösen Niedergang befand. Den Falkensteiner Vögten folgten die Grafen und Herzöge von Württemberg, die 1444/1449 die eine Hälfte und 1534 die gesamte Vogtei erlangten. Das Jahr 1536 brachte dann mit der Begründung der württembergischen Landeshoheit über St. Georgen und mit der Einführung der Reformation eine Zäsur, die die Existenz des Klosters ganz wesentlich in Frage stellte. Die Reichsstandschaft St. Georgens, wie sie sich besonders an der Beteiligung des Klosters an den Reichsmatrikeln des 15. Jahrhunderts zeigte, wich nun der Landsässigkeit, das katholische Kloster und seine Mönche fanden eine neue Heimat im österreichisch-habsburgischen Villingen, während sich in St. Georgen eine Gemeinschaft mit evangelischer Klosterordnung unter evangelischen Äbten etablierte (1566).

### (Katholisches) Kloster St. Georgen in Villingen in der frühen Neuzeit

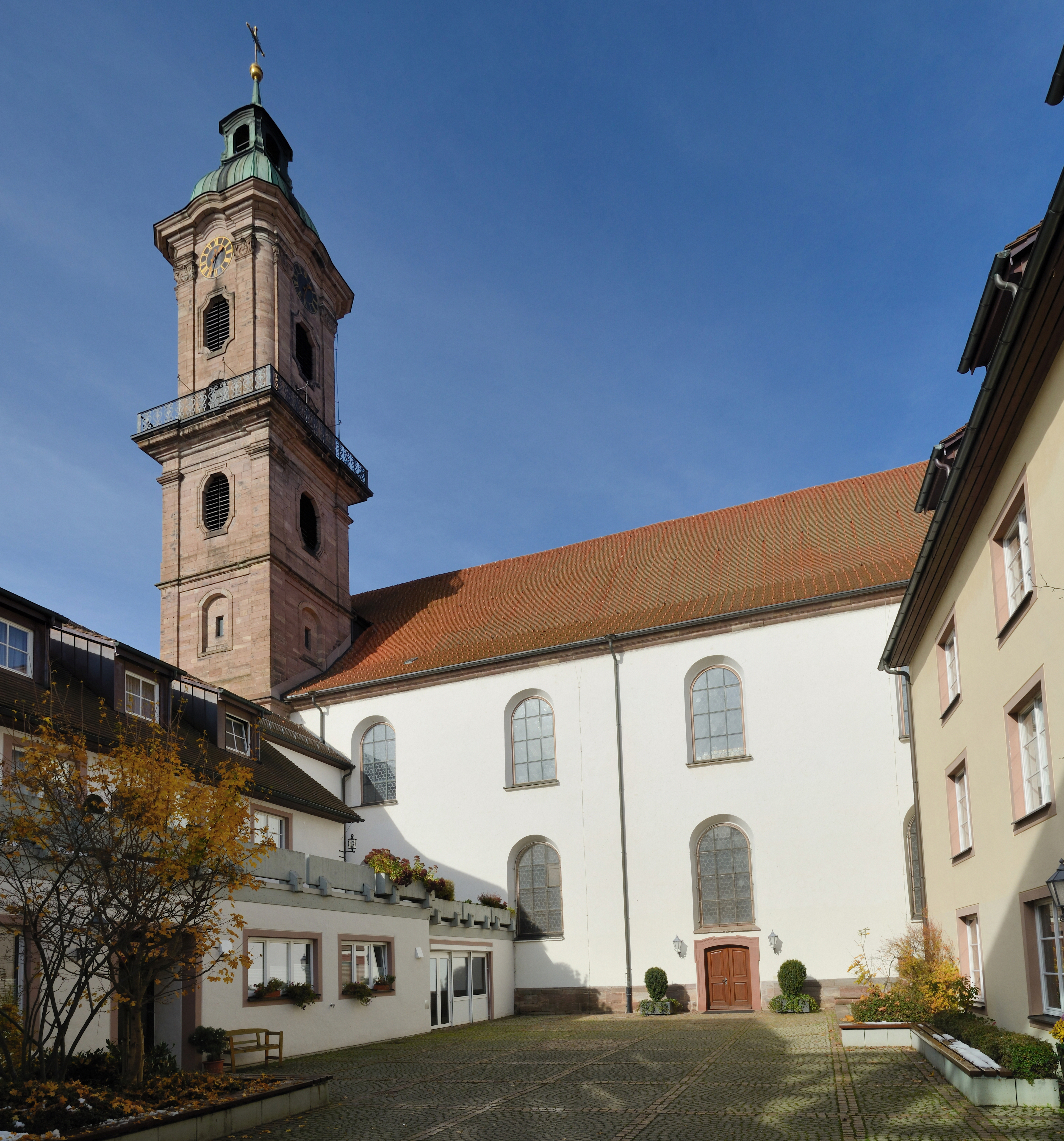
Benediktinerkirche in Villingen

Schon bald nach seiner Entstehung besaß das Kloster St. Georgen im Schwarzwald Besitz in Villingen und auf der Baar. St. Georgener Hausbesitz in der Stadt ist erstmals zu 1291 bezeugt, ist weiter im ältesten Villinger Bürgerbuch verzeichnet (1336) und lässt sich auch in den jüngeren Bürgerbüchern nachweisen. Damit verbunden war das Villinger Bürgerrecht für die Mönchsgemeinschaft. Der St. Georgener Pfleghof, der in der Stadt lag und eine wichtige Bedeutung als Zentrale für den Klosterbesitz auf der Baar hatte, war das heute so genannte Abt-Gaisser-Haus, angelehnt an die nordwestliche Stadtmauer, entstanden 1233/1234.
Die Ereignisse um die Reformation im Herzogtum Württemberg und in St. Georgen (1536) führten dann zu einer Verlegung der Mönchsgemeinschaft von der Brigach (über Rottweil) in das habsburgisch beherrschte Villingen (1538), wo den Mönchen der Pfleghof als Aufenthaltsort diente. Bis auf Unterbrechungen nach 1548 und im Dreißigjährigen Krieg (1618–1648) blieb Villingen die Heimat des Klosters, die Klosterinsassen arrangierten sich mit den Gegebenheiten in der Stadt. Am 1. Dezember 1588 schloss der Konvent des Georgsklosters mit der dortigen Bürgerschaft über die Rechte und Pflichten der geistlichen Gemeinschaft in Villingen einen Vertrag, der Pfleghof an der Stadtmauer wurde nochmals ab 1598 erweitert und umgestaltet. Als es nach dem Ende des Dreißigjährigen Krieges für die katholischen Mönche im Villinger Georgskloster keine Hoffnung mehr gab, nach St. Georgen zurückkehren zu können, entstand bis 1666 ein viergeschossiges Konventshaus mit Sakristei, Kapitelsaal, Refektorium und Bibliothek, zwischen 1688 und 1725 bzw. 1756 erbaute man die barocke Klosterkirche, ab etwa 1650 war mit dem Kloster ein Gymnasium verbunden.
Die bis zur Säkularisation letzten Äbte des Klosters St. Georgen sollten also in der barocken Klosteranlage in Villingen residieren. Probleme mit der Stadt, in der die katholischen Mönche solcherart Unterschlupf gefunden hatten, gab es immer – z. B. 1774/1775 um den Erhalt des Benediktinergymnasiums –, aber im Großen und Ganzen kam man miteinander aus. Streitigkeiten gab es auch mit der österreichischen Regierung. Die Äbte Hieronymus Schuh (1733–1757) und Cölestin Wahl (1757–1778) führten den Titel eines Reichsprälaten, was 1757/1758 auf Widerstand stieß, da das Kloster sich ja unter österreichischer Landeshoheit befand und österreichischem Schutz und Schirm unterstand. Doch wurde die Angelegenheit in der Folgezeit auf sich ruhen gelassen, ein neu gewählter Abt sollte aber seine Wahl dem Landesherrn anzeigen und dessen Schirmherrschaft förmlich anerkennen. Nur noch einmal ist danach mit Anselm Schababerle (1778–1806) ein Abt des Georgsklosters gewählt worden. Seine Amtszeit stand unter den Zeichen von Französischer Revolution (1789) und Säkularisation (1806).
Das Georgskloster in Villingen kam im Jahr 1806 zu seinem Ende. Es war zunächst eine württembergische Kommission, die auf Grund des Preßburger Friedens vom 26. Oktober 1805 den Besitz des Klosters in Villingen inventarisierte. Es folgte am 25. Juli 1806 die förmliche Aufhebung der Mönchsgemeinschaft, die damals aus dem Abt, 24 Priestermönchen und einem Laienbruder bestand. Vermögen im Wert von über 150000 Gulden gelangte nach dem Beschluss zur Säkularisation ins württembergische Königreich: Klosterinventar, Mobiliar, Bücher und Vieh wurden nach Württemberg verbracht, vieles auch an Ort und Stelle verkauft. Dies geschah alles in großer Eile bis zum 5. August, da schon zuvor, am 12. Juli, gemäß dem Rheinbundvertrag die Stadt Villingen an das Großherzogtum Baden gefallen war. Mit der Übergabe Villingens an Baden am 12. September kamen somit fast nur leere Klostergebäude an den neuen Besitzer, d. h.: Kirche, Alte Prälatur, Gymnasium, Amthaus, Fruchtkasten, sowie die an dem Kloster hängenden Rechte an Zehnten und Zinsen. Übrig geblieben waren auch die Bücher der Klosterbibliothek einschließlich einer Reihe von mittelalterlichen Handschriften, eine Uhr mit Glockenspiel und die Silbermannorgel. Das meiste, auch die mittelalterlichen und frühneuzeitlichen Urkunden des Klosters, wurde nach Karlsruhe verbracht. Abt Anselm Schababerle und die Mönche wurden mit Pensionen bzw. Pfarrstellen abgefunden, so auch Franz Sales Wocheler.

### (Evangelisches) Kloster in St. Georgen in der frühen Neuzeit

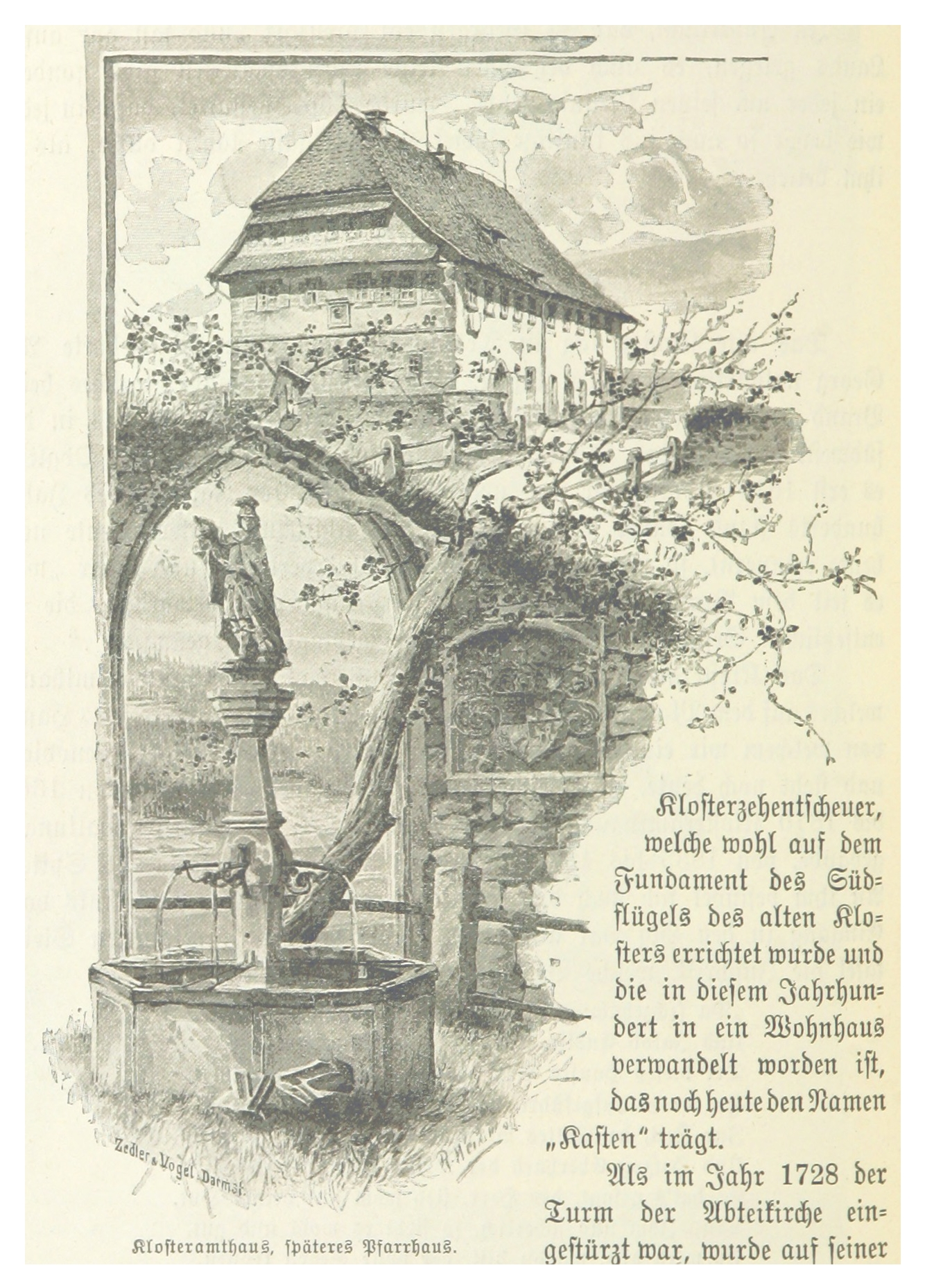
Die einstige Kloster-Vogtei, dann evangelische Stadtpfarrei

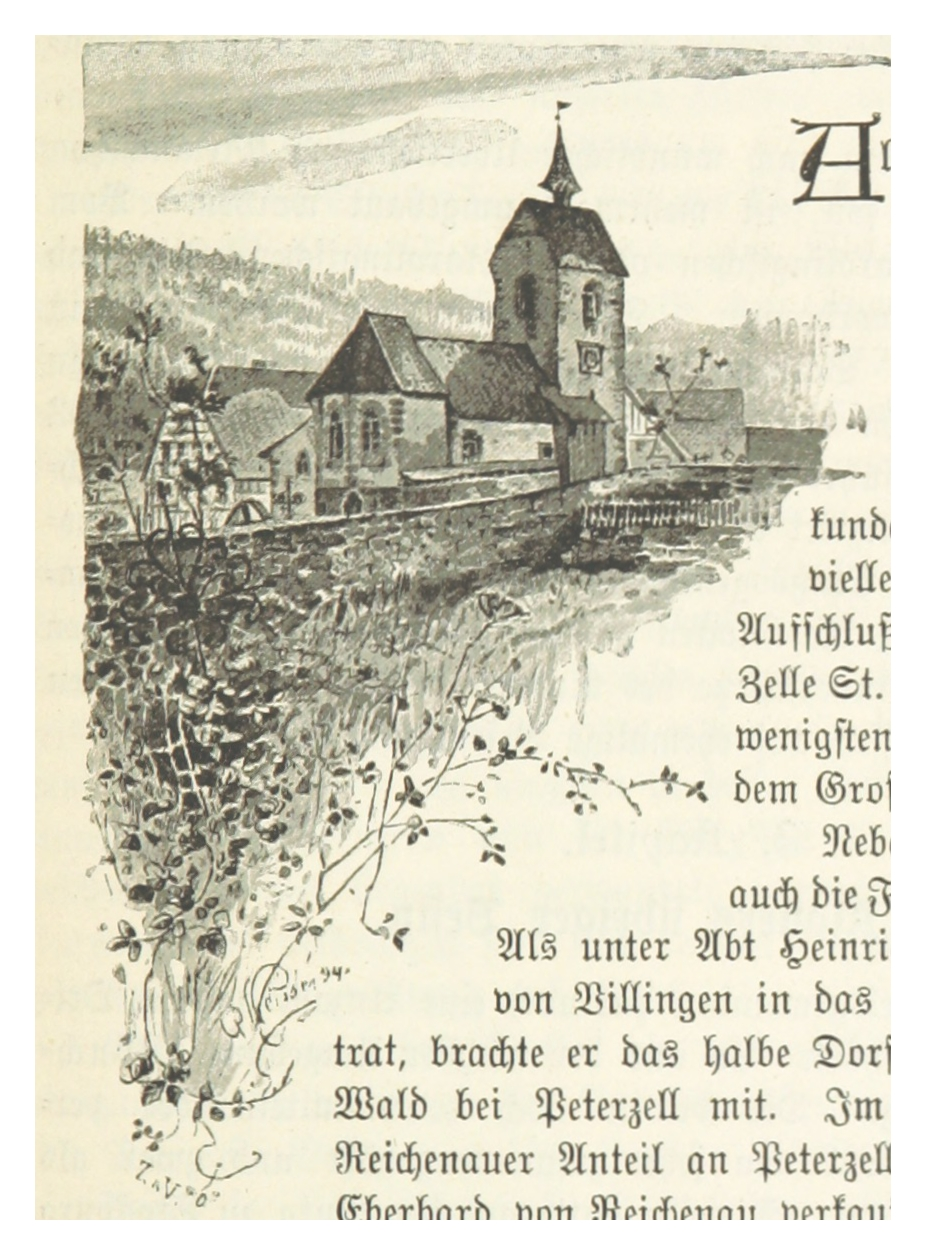
Die Kapelle Peterzell

Nach Erlass der württembergischen Klosterordnung (1556) und dem Tod des katholischen Abtes Johannes V. Kern (1566) sah sich der württembergische Herzog Christoph (1550–1568) veranlasst, mit Severin Bertschin (1566–1567) den ersten evangelischen Abt in St. Georgen einzusetzen. Das evangelische Kloster wurde zum Mittelpunkt des St. Georgener Klosteramtes, des ehemaligen Klostergebiets im württembergischen Landesstaat, wenn auch seine Äbte in den folgenden Jahrzehnten gegenüber dem Amtmann in ihren Verwaltungsaufgaben immer mehr eingeschränkt wurden und alsbald nur noch repräsentative und seelsorgerische Funktionen übernahmen. (Vom Herzog verfügte) Visitationen wie die von 1578 dienten der Überwachung des Klosters.
Auch hatte der protestantische Prädikantenkonvent nicht mehr die Größe der katholischen Mönchsgemeinschaft. Vier Laienbrüder waren in St. Georgen zurückgeblieben, als Abt Johannes Kern mit den katholischen Mönchen im Jahr 1566 das Schwarzwaldkloster verließ. Es wurden zwar in der Folge Novizen in die evangelische Kommunität aufgenommen, doch blieb die Belegung des Klosters klein, auch gemessen an den grundherrschaftlichen Einkünften, die der geistlichen Gemeinschaft zustanden.
Bevölkert war das Kloster zudem durch Schüler der St. Georgener Klosterschule (Grammatistenschule), die gemäß der Klosterordnung von 1556 eingerichtet worden war. Als am 11. Juli 1556 der erste Lehrer, der Präzeptor Johannes Decius, in St. Georgen anlangte, konnte mit dem Unterricht begonnen werden, in dem u. a. Latein, teilweise Griechisch und Hebräisch gelehrt wurde. Bibellesungen und fünf Gottesdienste mit lateinischen Gesängen ergänzten den geregelten Tagesablauf. 1562 bestanden neun Klosterschüler ihr Examen, 1580 wurde die „Instruction wes sich unsers Closters zue S. Jeorgen uff dem Schwarzwald Amptmann verhaltenn solle“ verfasst. Am 21. September 1595 schloss man wegen zu hoher Kosten das Lehrinstitut wieder. Die letzten acht Schüler kamen nach Adelberg in die dortige Klosterschule des Klosters Adelberg, die zwei St. Georgener Lehrer zum Tübinger Stift.
Durch die Rückkehr der katholischen Mönche nach St. Georgen im Herbst 1630 war die württembergisch-evangelische Klosterzeit bis 1648 unterbrochen. Bis 1630 hatte noch der evangelische Abt Ulrich Pauli (1624–1630) amtiert, erst 1651 wurde mit Johannes Cappel (1651–1662) wieder ein evangelischer Klosterleiter eingesetzt. Andreas Carolus residierte wohl als letzter der evangelischen Äbte in St. Georgen. Seit 1679 Superintendent in Urach, erhielt er 1686 die Leitung des Klosters im Schwarzwaldort. Anlässlich seiner Ernennung bestätigte Carolus urkundlich, Kastvogtei und Schirmherrschaft des württembergischen Herzogs anzuerkennen, das Kloster als Landstand auf den württembergischen Landtagen zu vertreten sowie Predigtamt und Kirchendienst nach den Grundsätzen der protestantischen Konfession auszuüben. Besonders die Bestimmungen hinsichtlich Vogtei und Schirm machen klar, dass das St. Georgener Kloster und das dazugehörige Klosteramt auch nach Dreißigjährigem Krieg und Westfälischem Frieden nicht vollständig in die württembergische Landesherrschaft integriert war.
Die Carolus nachfolgenden Äbte hielten sich wohl nicht mehr in St. Georgen auf, waren nur noch Titularäbte einer Kommunität, deren Gebäude seit 1633 weitgehend zerstört und unbewohnbar waren. Und so wurde die Topografie des Klostergeländes ab der 2. Hälfte des 17. Jahrhunderts bestimmt durch die neuen Bauten von Amtshaus, Fruchtspeicher, Pfarrhaus und Torwarthaus. Ab dem Jahr 1806 gab es keine evangelischen Äbte des Klosters St. Georgen mehr. Im Jahr 1810 wurde St. Georgen badisch.
Villingen schließlich wurde im Rahmen der napoleonischen Neuordnung auch Südwestdeutschlands im Jahr 1805 württembergisch, ein Jahr später badisch. Nun ereilte das Kloster das Schicksal der Säkularisation. Klösterliches Inventar gelangte nach Stuttgart, während die Badener die Aufhebung der Mönchsgemeinschaft und die Übernahme des restlichen klösterlichen Eigentums verfügten (1806).

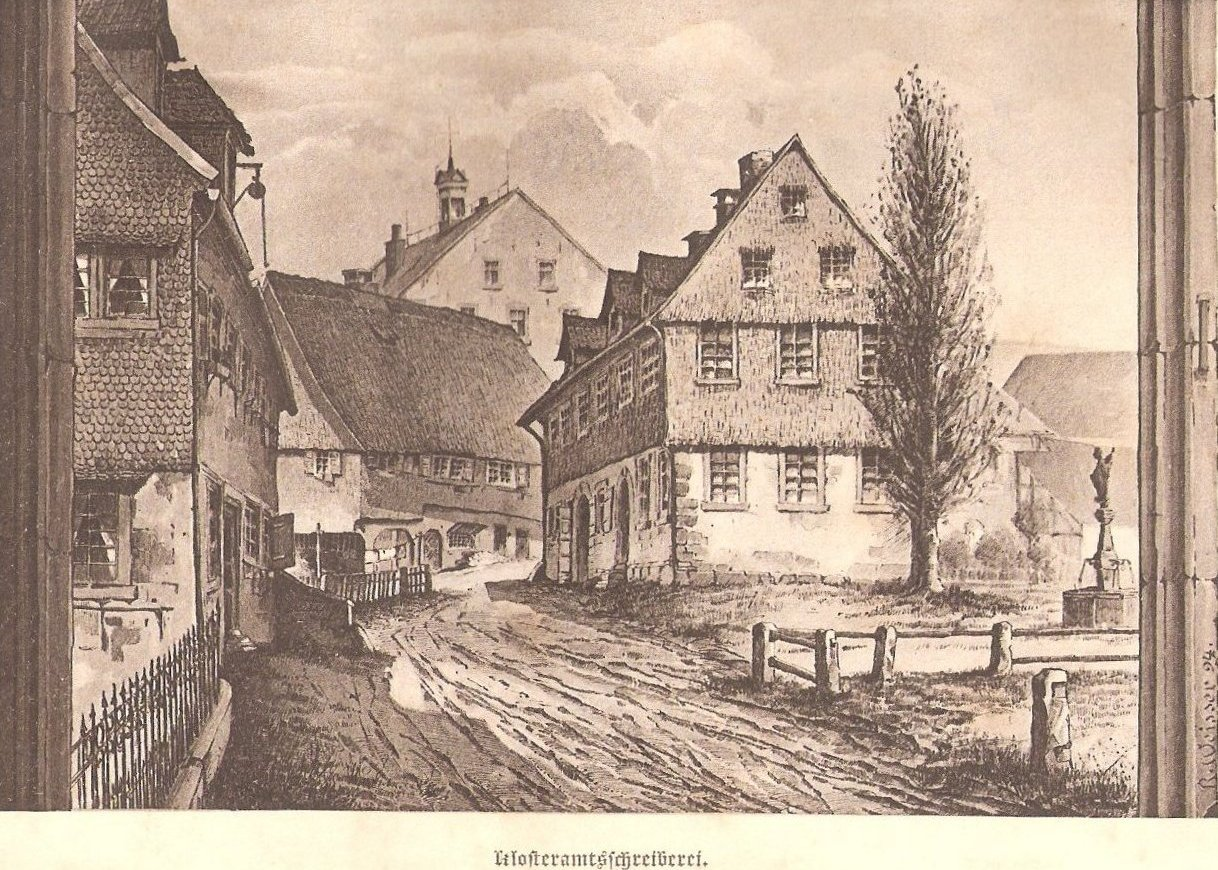
Blick aus dem ehemaligen Kloster, um 1824

### Zerfall der Klostergebäude
Im Dreißigjährigen Krieg konnte sich das katholische Kloster unter Abt Georg Michael Gaisser noch einmal für einige Jahre (1629–1632) in St. Georgen behaupten, doch führte der Krieg zur Zerstörung von Klosterkirche und -gebäuden am 13. Oktober 1633 durch Brand. Das Kloster in St. Georgen ist danach nicht wieder aufgebaut worden, die katholische Mönchsgemeinschaft blieb auf Villingen beschränkt. Die Klosterreste verfielen nach der Säkularisation weiter. Nach dem großen Brand des Ortes 1865 wurde das schon verfallene Kloster als Steinbruch für den Wiederaufbau St. Georgens verwendet.

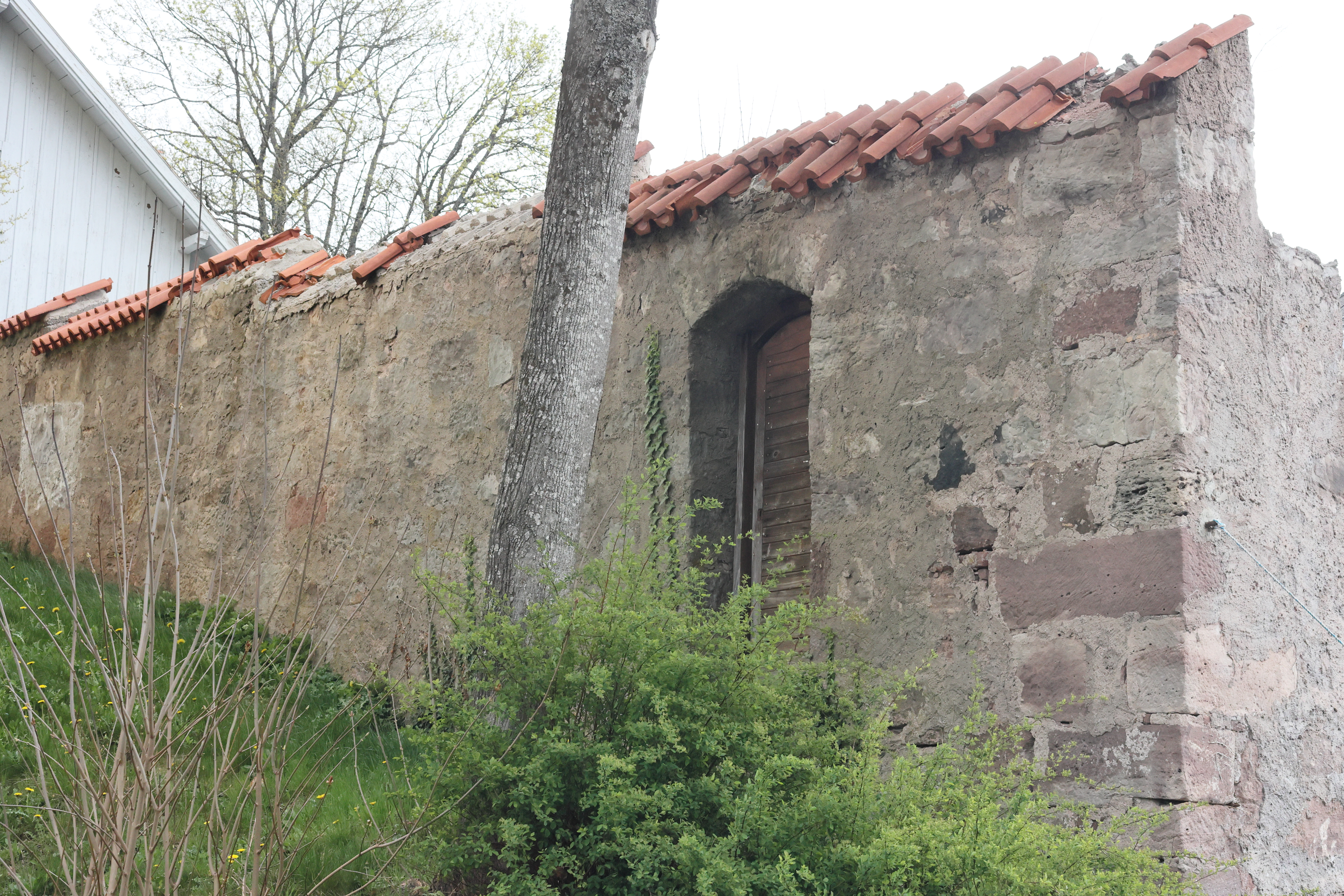
Letzter Überrest der ehemaligen Klostermauer.

## Weiteres
Das Kloster ist namensgebend für die Sankt Georgener Predigten.